# Scolapaci
A Scolapaci a madarak osztályába és a lilealakúak (Charadriiformes) egy rendjébe tartozó alrend.

## Rendszerezés
Az alrendbe az alábbi családok tartoznak:
- sztyeppefutófélék (Pedionomidae)
- homokjárófélék (Thinocoridae)
- guvatszalonkafélék (Rostratulidae)
- levéljárófélék (Jacanidae)
- szalonkafélék (Scolopacidae)